# Llorenç Tomàs i Costa
Llorenç Tomàs i Costa (la Seu d'Urgell, 1664 – Viena, 23 de novembre de 1738) va ser un eclesiàstic català. Va ocupar diversos càrrecs al bisbat de Vic i Solsona. Durant la Guerra de Successió va ser membre de la Junta Eclesiàstica de Catalunya i canceller de Catalunya.

## Biografia
Doctor en dret civil i canònic, fou capellà beneficiat de la catedral de Solsona, que permutà per la parròquia de Santa Maria de Verdú. Allà el bisbe de Solsona, Manuel de Alba, per problemes amb els canonges del capítol, havia passat a residir-hi entre 1690 i 1693, any en què fou nomenat bisbe de Barcelona.
Entre desembre de 1696 i agost de 1698, fou vicari general del bisbat de Vic i a partir de maig de 1698, rector de Santa Eulàlia de Riuprimer. Llorenç Tomàs, el 1705, va instigar la trobada de diverses personalitats de la petita noblesa vigatana a l'ermita de Sant Sebastià el 17 de maig d'aquell any que cristal·litzaria en el Pacte dels Vigatans, l'inici de l'aixecament de Catalunya contra Felip V i a favor de l'arxiduc Carles en la Guerra de Successió Espanyola.
Arrel d'aquest fet, fou destituït del seu càrrec com a represàlia per la seva filiació austriacista. Llorenç Tomàs llavors passà a ser professor de Filosofia a la Universitat de Barcelona.
El 18 de setembre de 1705, és nomenat membre de la Junta Eclesiàstica de Catalunya. El 25 de novembre següent esdevingué canceller de Catalunya, També fou elegit abat d'Amer i de Roses. El 1709 formà part de la noblesa. Participà en la resistència al setge borbònic de Barcelona. Fou un dels primers eclesiàstics expulsats per decret pel duc de Berwick l'octubre de 1714 i marxà a l'exili.
L'emperador austríac el feu marquès el 1717. El 1724, fou nomenat regent del Consell Col·lateral de Nàpols. Anys després residí a Viena on morí . Fou enterrat a l'Hospital d'Espanyols de Viena, però el 1754 el seu cos fou traslladat a la Seu d'Urgell i enterrat a la capella del Roser de l'església de Sant Domènec. Les seves biblioteca i pinacoteca les va donar a la seva ciutat natal.

## Obra
- Tomàs i Costa, Llorenç. Epítome de los sucesos en que se esmeró el valor, fidelidad y constancia de los caballeros de Vique y de otros particulares, que gloriosamente y gustosos se declararon vasallos y soldados de Vuestra Magestad. Vic: c. 1709